# Гедулешть
Гедулешть, Гедулешті (рум. Ghedulești) — село у повіті Алба в Румунії. Входить до складу комуни Чуруляса.
Село розташоване на відстані 309 км на північний захід від Бухареста, 43 км на північний захід від Алба-Юлії, 72 км на південний захід від Клуж-Напоки.

## Населення
За даними перепису населення 2002 року у селі проживали 80 осіб, усі — румуни. Усі жителі села рідною мовою назвали румунську.